# Out of the Dark
Out of the Dark е вторият сборен албум, издаден от лейбъла Nuclear Blast по случай 20-ата годишнина от основаването му. Написан, продуциран и изсвирен е от Петер Вихерс, с Хенри Ранта и Дирк Верборен на барабаните.

### CD 1
1. Dysfunctional Hours (с участието на Андерш Фриден – In Flames) – 4:23
2. Schizo (с участието на Петер Тагртрен – Hypocrisy) – 3:32
3. Devotion (с участието на Яри Менпа – Wintersun) – 3:40
4. The Overshadowing (с участието на Кристиан Алвестам – Scar Symmetry) – 3:43
5. Paper Trail (с участието на Джон Буш – ex. Anthrax) – 4:19
6. The Dawn of All (с участието на Бьорн Стрид – Soilwork) – 4:10
7. Cold Is My Vengeance (с участието на Маурицио Яконо – Kataklysm) – 3:46
8. My Name Is Fate (с участието на Марк Осегеда – Death Angel) – 4:02
9. The Gilded Dagger (с участието на Ричард Сюнесон и Роланд Йохансон – Sonic Syndicate) – 4:30
10. Closer to the Edge (с участието на Гилом Бидо – Mnemic) – 4:36

### CD 2
1. Dimmu Borgir – The Ancestral Fever (бонус за Европа от In Sorte Diaboli)
2. Immortal – Tyrants
3. Nile – As He Creates, So He Destroys
4. Exodus – Purge The World (бонус за Япония от Shovel Headed Kill Machine)
5. Bleed The Sky – The Martyr
6. Meshuggah – Futile Breed Machine (от The True Human Design EP)
7. Epica – Replica (кавър на Fear Factory)
8. All Shall Perish – Prisoner Of War
9. Agnostic Front – All Is Not Forgotten
10. Threat Signal – Counterbalance